# Cocktailschirmchen

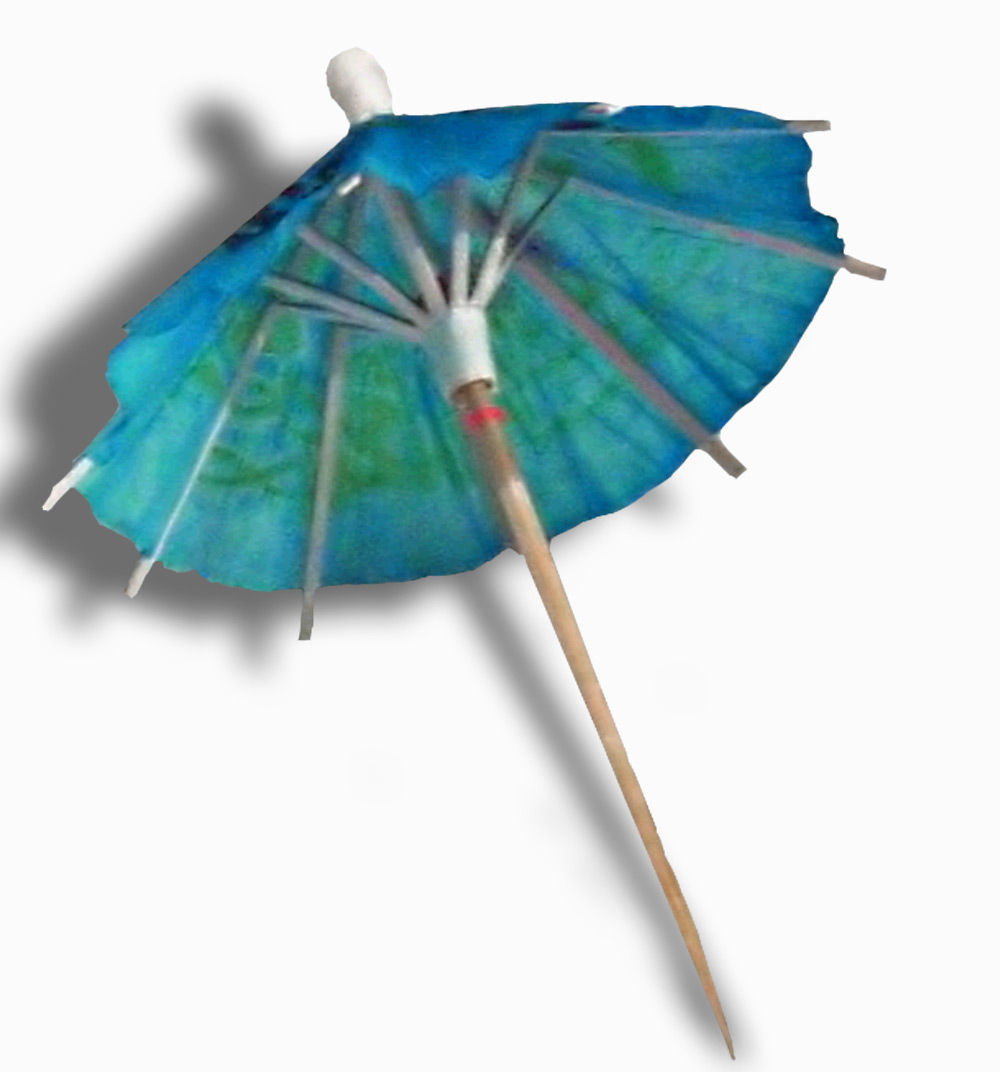
Cocktailschirmchen aus Papier. Mit dem rosa Ring wird der Schirm offen gehalten.

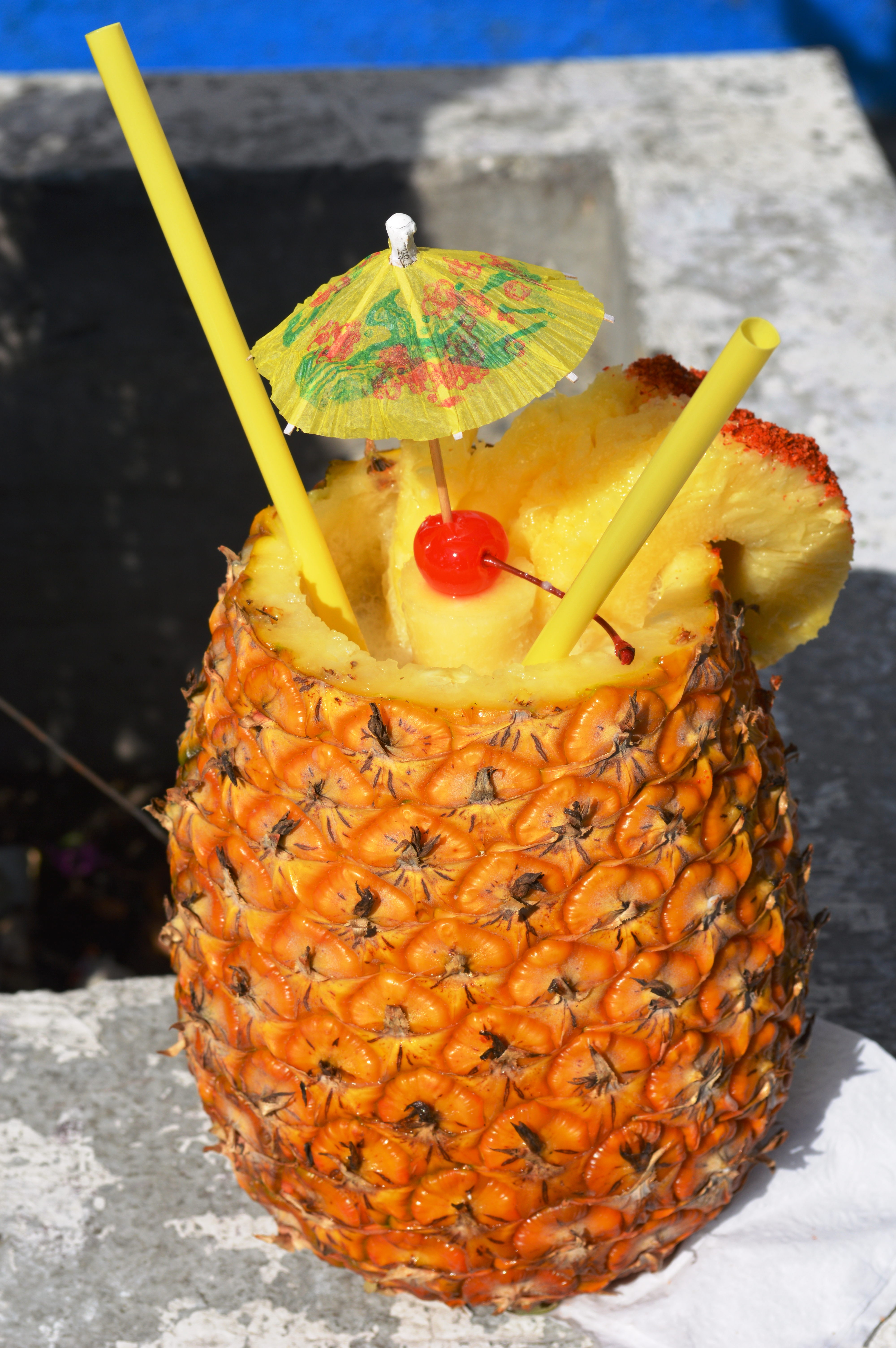
Eine Piña Colada im Tiki-Stil mit Cocktailschirmchen.

Ein Cocktailschirmchen (auch Cocktailschirm, Dekoschirmchen, Eisschirmchen, Papierschirmchen) ist ein kleiner, faltbarer Schirm aus Papier, Kartonstreifen und einem Zahnstocher, der zum Dekorieren von Cocktails, Eisbechern oder auch Nachspeisen verwendet wird.
Es ist unbekannt, wann und von wem der Cocktailschirm erfunden wurde. Vermutlich wurde er im Zuge der Tiki-Mode erstmals zu Beginn der 1930er Jahre in Kalifornien als Dekoration exotischer Drinks auf Rumbasis verwendet. Sowohl Victor Bergeron (Trader Vic’s in San Francisco) wie Donn Beach (Ernest Raymond Beaumont Gantt, 1907–1989, auch Don the Beachcomber genannt, Hollywood, Los Angeles) wird die Erfindung des kleinen Schirmes zugesprochen. Nach einer anderen Quelle soll Harry Yee (Hilton Waikiki in Waikiki, Hawaii) den Cocktailschirm erstmals 1959 verwendet haben. Auch der ursprüngliche Zweck der Erfindung ist umstritten. Meist werden die schattenspendende Wirkung für am Strand oder Pool servierte Kaltgetränke oder der Frauen ansprechende Effekt als Begründung genannt.

“At the newly opened ladies section of men’s clubs, a fresh breed of nymphs hovered over their drinks, busily telling the bartender just how much honey to use in a Bees Knee, and how much curacao went into a Flying Dutchman. Adding, perhaps: Will you please put a cocktail umbrella in that?”

„In den neueröffneten Damenbereichen der Herrenklubs schwebte eine neue Generation von Nymphen über ihren Mixgetränken, eifrig beschäftigt, dem Barkeeper die Menge des Honigs in einem Bees Knee oder von Curaçao in einem Flying Dutchman zu erklären. Um eventuell anzufügen: Würden Sie bitte einen Cocktailschirm einstecken?“

Anders als die Bezeichnung „Cocktailschirmchen“ vermuten lässt, sind Papierschirmchen aber keine allgemein übliche oder gar typische Dekoration für alle Arten von Cocktails. Jenseits der Tiki-Mode und tropischer Fancy-Drinks spielen sie an der Bar keine Rolle, werden in der Fachliteratur häufig überhaupt nicht erwähnt und zum Teil sogar als Fauxpas gesehen:

„Ein Cocktail ist für mich kein Obst- und Gemüsesalat und schon gar nicht geeignet für Regenschirmchen oder Nationalflaggen. Amerikaner, die sich vor der Phantasie solcher Barmänner fürchten, verlangen deswegen bei ihren Drinks 'no vegetables please'.“

Die heute industriell gefertigten Cocktailschirmchen können wie ein Regen- oder Sonnenschirm (allerdings mit Schieber, Kiel und Paragonstange aus Karton) aufgespannt und geschlossen werden. Um ein unbeabsichtigtes Auffalten während der Lagerung zu verhindern, werden Cocktailschirmchen meist mit einem kleinen Gummiband zusammengehalten.